# Tetrazygia fadyenii
Tetrazygia fadyenii är en tvåhjärtbladig växtart som beskrevs av William Jackson Hooker. Tetrazygia fadyenii ingår i släktet Tetrazygia och familjen Melastomataceae. Inga underarter finns listade i Catalogue of Life.